# 김포시장
김포시장은 경기도 김포시의 시장이다.

## 김포군수(1948. 8.~1995. 6.)
김포군수는 1948년 8월부터 1995년 6월까지는 관선이었다. 제1회 전국동시지방선거(1995. 6. 27.)에서 제33대 김포군수(관선)를 지냈던 유정복 후보자가 김포군수 선거에서 당선, 1995년 7월 1일 첫 민선 군수로 취임하였다.
이후 유정복 군수의 임기가 3개월 남은 1998년 4월 1일 김포군이 폐지되고 김포시가 설치되었다. 이에 따라, 유정복은 마지막 군수인 제35대 김포군수(임기: 1995. 7. 1.~1998. 3. 31.)이면서, 초대 김포시장(임기: 1998. 4. 1.~1998. 6. 30.)이 되었다.

## 김포시장(1998. 4.~)
| 대수 | 성명   | 임기                     | 비고                                            |
| ---- | ------ | ------------------------ | ----------------------------------------------- |
| 1    | 유정복 | 1998. 4. 1.~1998. 6. 30. | 민선 1기. 김포군수→김포시장. 제33·35대 김포군수 |
| 2    | 유정복 | 1998. 7. 1.~2002. 6. 30. | 민선 2기. 재선                                  |
| 3    | 김동식 | 2002. 7. 1.~2006. 6. 30. | 민선 3기                                        |
| 4    | 강경구 | 2006. 7. 1.~2010. 6. 30. | 민선 4기                                        |
| 5    | 유영록 | 2010. 7. 1.~2014. 6. 30. | 민선 5기                                        |
| 6    | 유영록 | 2014. 7. 1.~2018. 6. 30. | 민선 6기. 재선                                  |
| 7    | 정하영 | 2018. 7. 1.~2022. 6. 30. | 민선 7기                                        |
| 8    | 김병수 | 2022. 7. 1.~             | 민선 8기                                        |

## 같이 보기
- 김포시장 선거